# Las Vegas Strip Circuit
Las Vegas Strip Circuit, sprva znano kot Las Vegas Street Circuit, je dirkališče v mestu Las Vegas, v zvezni državi Nevada v Združenih državah Amerike. Dirkališče je kombinacija začasnega uličnega dirkališča in stalnega dirkališča. Od sezone 2023 gosti dirko za Veliko nagrado Las Vegasa.

## Zgodovina
31. marca 2022 je bila napovedana vrnitev Velike nagrade Las Vegasa v koledar svetovnega prvenstva Formule 1. Hkrati je bilo sporočeno, da bo dirka potekala ponoči na novem uličnem dirkališču, katerega prvotna zasnova je bila prikazana na osnutkih. Šlo bo za drugo prizorišče dirke za Veliko nagrado Las Vegasa in skupno dvanajsto prizorišče neke Velike nagrade Formule 1 v Združenih državah Amerike. Prvotna Velika nagrada Las Vegasa je bila kot dirka za svetovno prvenstvo Formule 1 prirejena le dvakrat, v letih 1981 in 1982, na začasnem dirkališču Caesars Palace Grand Prix Circuit, ki je bilo urejeno na danes neobstoječem parkirišču hotela Caesars Palace.
2. septembra 2022 je bil na družabnem omrežju Twitter objavljen napovednik z zasnovo posodobljene različice proge na novem dirkališču, ki je vsebovala eno dodatno šikano.
Maja 2022 so organizatorji Formule 1 kupili 39 akrov zemljišča med ulicama Koval Lane in Harmon Avenue, ki bo uporabljeno za izgradnjo boksov. Marca 2023 je bilo dirkališče preimenovano v Las Vegas Strip Circuit.
Prva dirka za Veliko nagrado Las Vegasa na dirkališču je potekala 18. novembra 2023.

## Opis
Proga poteka skoraj izključno po mestnih ulicah, z izjemo namenski urejenega odseka med 17. in 4. ovinkom, kjer so tudi boksi. Kot ulično dirkališče s stalnim odsekom je primerljivo z nekdanjim dirkališčem Valencia Street Circuit, ki je med letoma 2008 in 2012 gostilo dirko za Veliko nagrado Evrope.
Progo je zasnovalo nemško podjetje Tilke GmbH, njen potek pa je bil izbran na podlagi 31 prvotnih načrtov, ki so jih izdelali pri podjetju. Dirka se v nasprotni smeri urnega kazalca. Proga je dolga 6120 metrov ter ima skupno 17 ovinkov, med katerimi jih je 11 levih in 6 desnih. Sistem DRS za zmanjšanje upora dirkači lahko uporabljajo znotraj dveh con. Tri ravnine potekajo po ulicah Koval Lane, Las Vegas Strip in Harmon Avenue. Najdaljša je druga ravnina, ki meri 1920 metrov v dolžino. Prvotno je bilo ocenjeno, da bodo dirkalniki na tej ravnini lahko dosegli hitrost 342 km/h.
Po prvotni zasnovi je proga vsebovala 14 ovinkov, vključno z enim velikim ovinkom za 180 stopinj okoli dvorane MSG Sphere, ki je bil načrtovan kot 6. ovinek. Kasnejša zasnova je namesto tega predvidevala dodajanje šikane.

## Zmagovalci
| Leto | Dirkač         | Konstruktor         | Poročilo |
| ---- | -------------- | ------------------- | -------- |
| 2024 | George Russell | Mercedes            | Poročilo |
| 2023 | Max Verstappen | Red Bull-Honda RBPT | Poročilo |